# Arrondissement Nanterre
Arrondissement Nanterre (fr. Arrondissement de Nanterre) je správní územní jednotka ležící v departementu Hauts-de-Seine a regionu Île-de-France ve Francii. Člení se dále na 24 kantony a 15 obcí.

## Kantony
| - Asnières-sur-Seine-Nord - Asnières-sur-Seine-Sud - Bois-Colombes - Clichy - Colombes-Nord-Est - Colombes-Nord-Ouest - Colombes-Sud - Courbevoie-Nord - Courbevoie-Sud - Garches - La Garenne-Colombes - Gennevilliers-Nord | - Gennevilliers-Sud - Levallois-Perret-Nord - Levallois-Perret-Sud - Nanterre-Nord - Nanterre-Sud-Est - Nanterre-Sud-Ouest - Neuilly-sur-Seine-Nord - Neuilly-sur-Seine-Sud - Puteaux - Rueil-Malmaison - Suresnes - Villeneuve-la-Garenne |